# Arpașu de Jos
Arpașu de Jos (veraltet Arpașul din Jos; deutsch Unterarpasch, ungarisch Alsóárpás) ist eine Gemeinde im Kreis Sibiu, in der Region Siebenbürgen in Rumänien.
Der Ort ist auch unter der deutschen Bezeichnung Unter-Birndorf und der ungarischen Alsó-Arpás bekannt.

## Geographische Lage

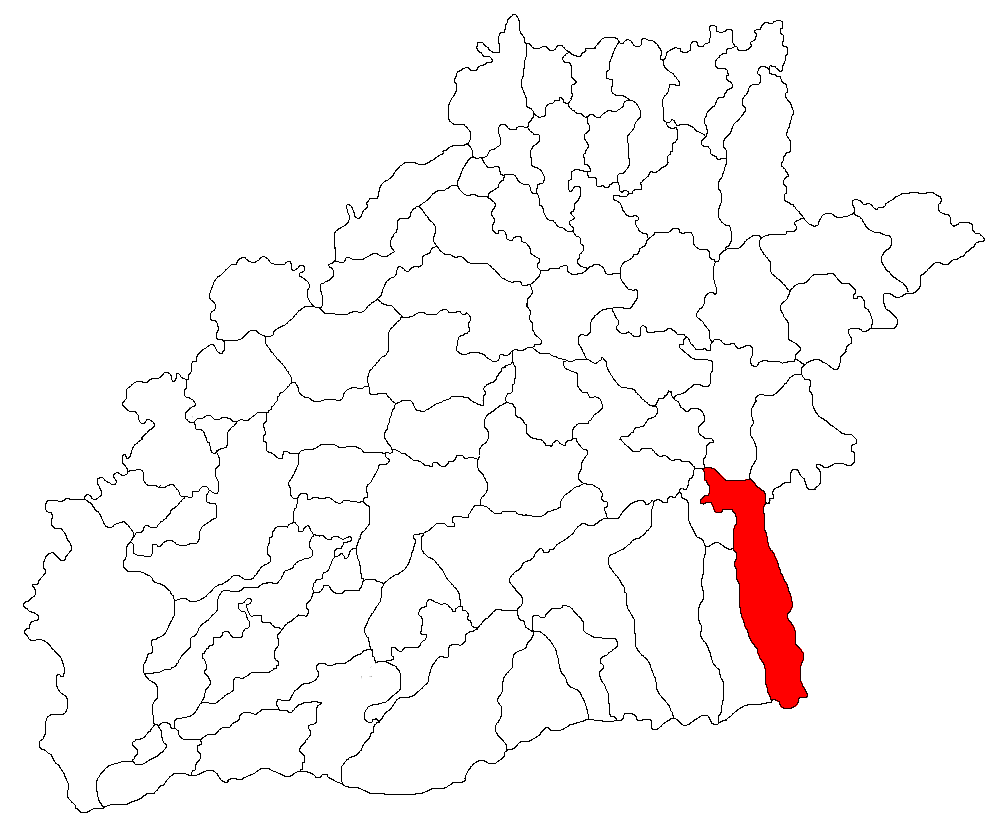
Lage der Gemeinde Arpașu de Jos im Kreis Sibiu

Die Gemeinde Arpașu de Jos liegt nördlich des Făgăraș-Gebirges (Munții Făgăraș), beidseitig des Flusses Olt (Alt), im Süden des Siebenbürgischen Beckens. Südlich des Olt, an der Mündung des Arpașu Mare (Arpaschel) in den Arpaș-Staudamm – ein Staudamm des Olt –, an der Bahnstrecke Avrig–Făgăraș und an der Europastraße 68, befindet sich der Ort Arpașu de Jos etwa 15 Kilometer nordwestlich von der Kleinstadt Victoria (Viktoriastadt). Im Südosten des Kreises Sibiu an der Grenze zum Kreis Brașov, befindet sich der Ort etwa 47 Kilometer östlich von der Kreishauptstadt Sibiu (Hermannstadt) entfernt.

## Geschichte
Der Ort Arpașu de Jos wurde (nach unterschiedlichen Angaben) erstmals 1223 oder 1390 urkundlich erwähnt. Auf dem Areal des eingemeindeten Dorfes Arpașu de Sus – von den Einheimischen Cetățea genannt – wurden nach Angaben von K. Horedt und M. Roska, Reste einer dakischen Festung der Latènezeit entdeckt; bei Calea Fânului wurden archäologische Funde, welche in die Jungsteinzeit deuten, gemacht.
Nach Entstehung des Fogarascher Komitat im Königreich Ungarn in der zweiten Hälfte des 19. Jahrhunderts war Arpașu de Jos Verwaltungssitz im Stuhlbezirk Alsóárpás. Als 1950 der Kreis Făgăraș (Județul Făgăraș) abgeschafft wurde, wurde Arpașu de Jos zuerst dem Județul Brașov und ab 1968 dem heutigen Kreis Sibiu zugeteilt.

## Bevölkerung
Die Bevölkerung der Gemeinde entwickelte sich wie folgt:
| 1850 | 3.225 | 2.883 | 120 | 118 | 104           |
| 1900 | 3.937 | 3.622 | 216 | 75  | 2             |
| 1941 | 3.705 | 3.541 | 89  | 16  | -             |
| 1977 | 3.351 | 3.191 | 82  | 9   | 69            |
| 2002 | 2.803 | 2.681 | 40  | 2   | 80            |
| 2011 | 2.502 | 2.278 | 32  | 3   | 189 (Roma 66) |
| 2021 | 2.594 | 2.370 | 9   | -   | 215 (Roma 51) |

Seit 1850 wurde auf dem Gebiet der heutigen Gemeinde die höchste Einwohnerzahl und auch gleichzeitig die der Rumänen 1900 ermittelt. Die höchste Bevölkerungszahl der Magyaren (248) 1910, die der Rumäniendeutschen (139) wurde 1880 und die der Roma (111) 1930 registriert. Des Weiteren bekannten sich 1910 zwei als Slowaken, 1992 zwei als Ukrainer und 1890 einer als Serbe.

## Sehenswürdigkeiten

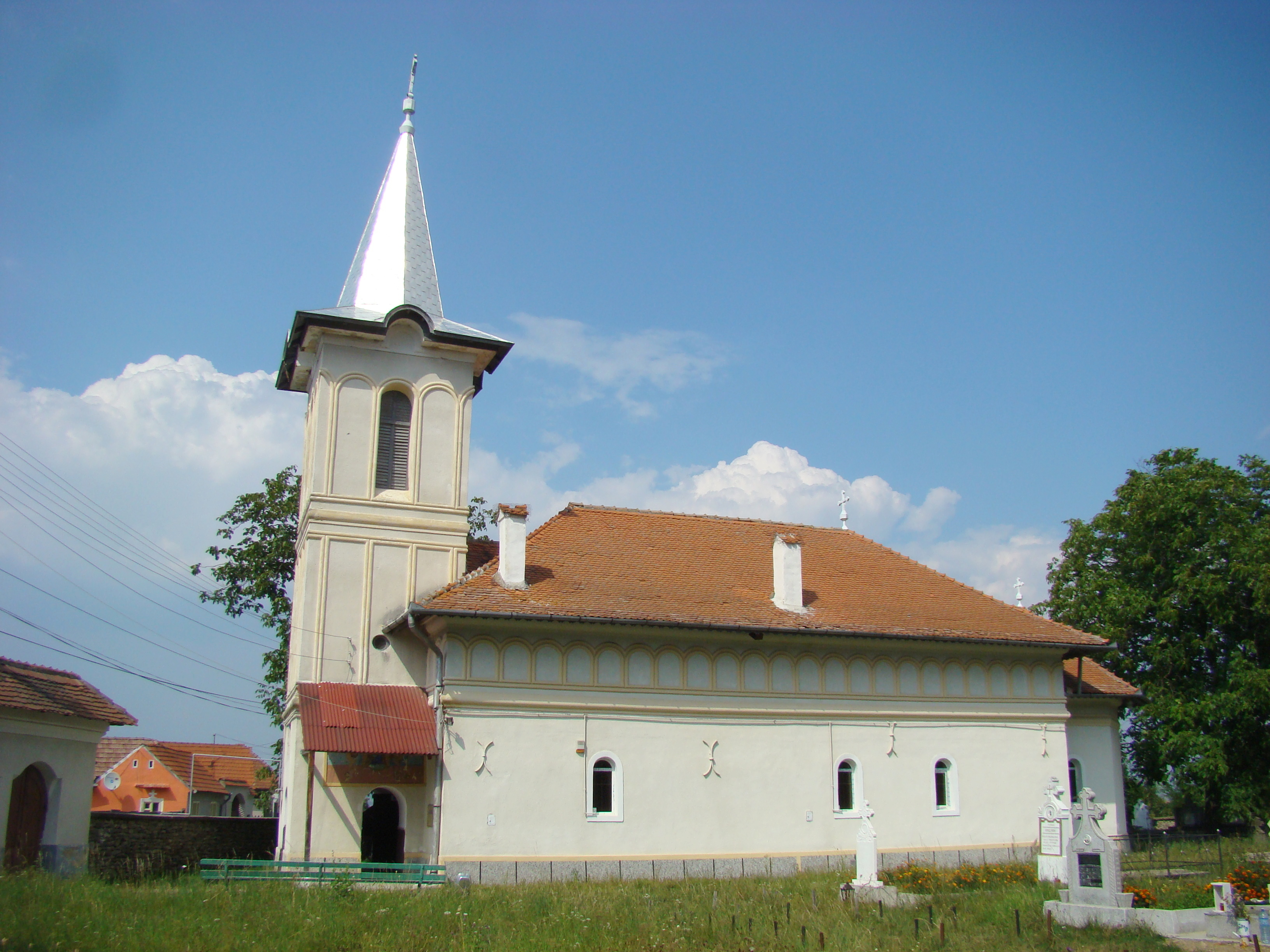
Kirche Adormirea Maicii Domnului in Arpașu de Sus
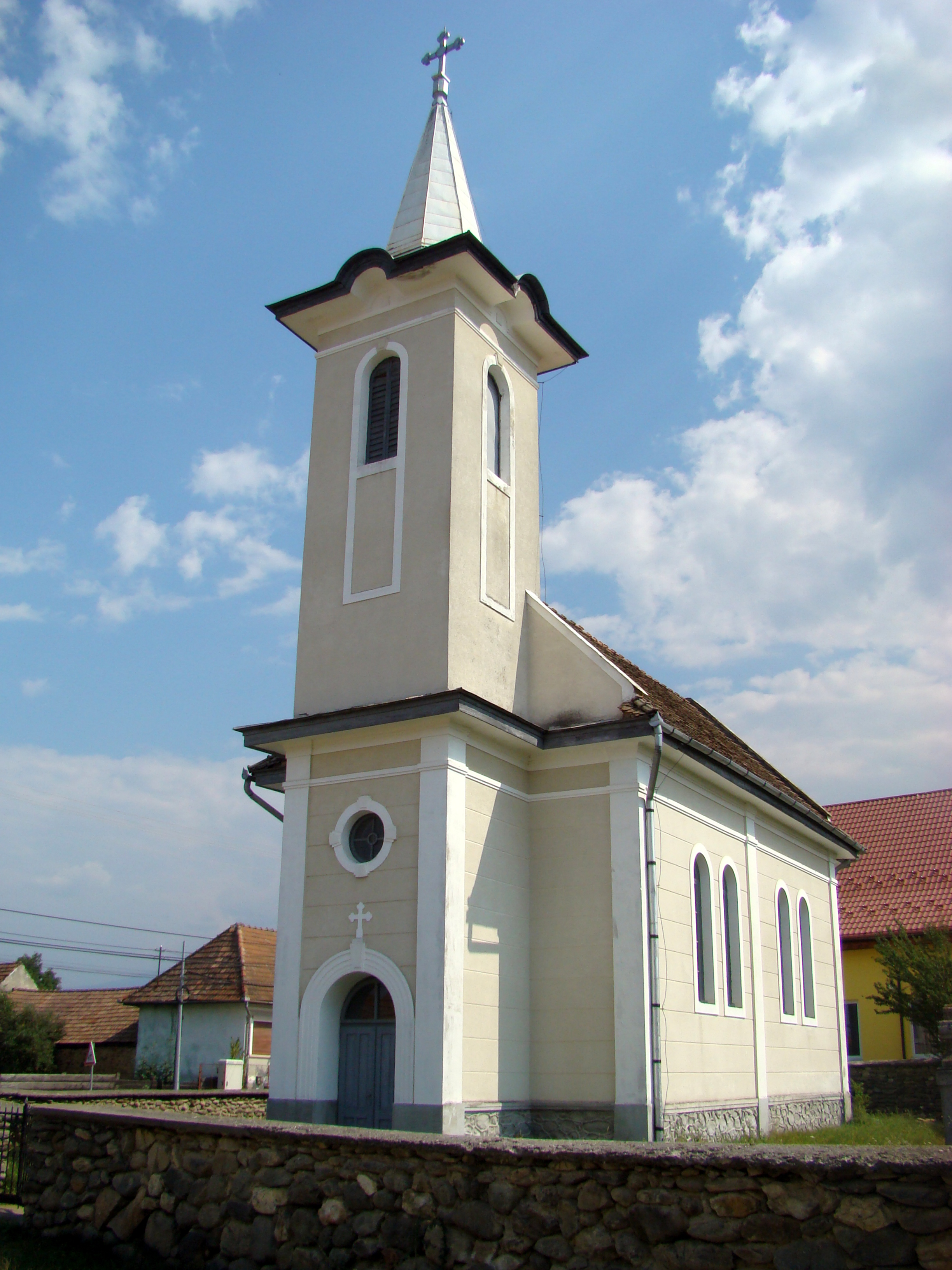
Kirche Sfântul Mare Mucenic Gheorghe in Arpașu de Sus
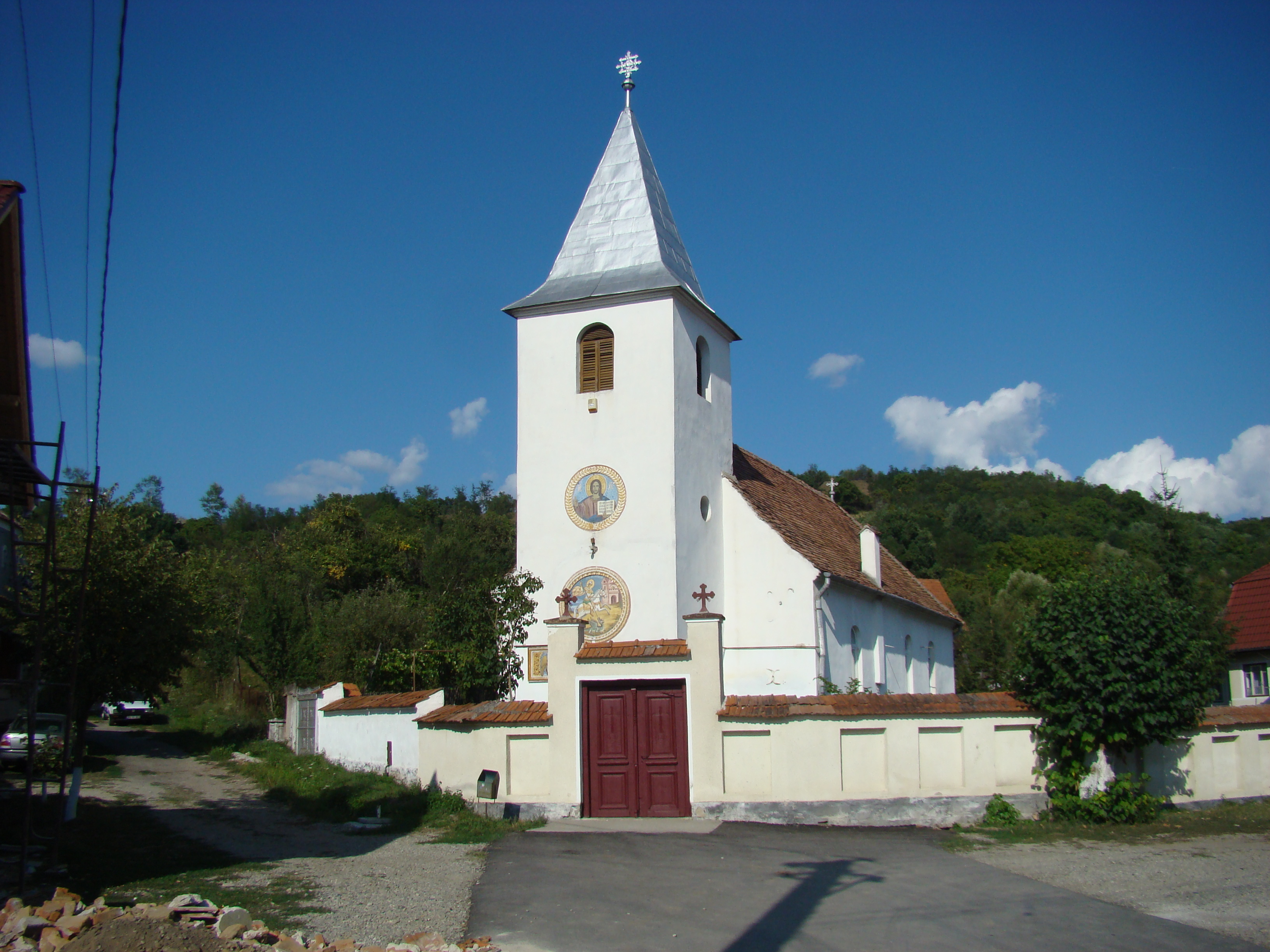
Kirche in Nou Român

- Die rumänisch-orthodoxe Kirche Adormirea Maicii Domnului in Arpașu de Jos,[8] 1791 errichtet (der Turm 1824), steht unter Denkmalschutz.[9]
- Die Kirche Adormirea Maicii Domnului in Arpașu de Sus, 1799–1802 errichtet und 1815 erneuert, steht unter Denkmalschutz.[9]